# شازند
شازند (بالفارسية: شازند) هي مدينة تقع في إيران في قسم. يقدر عدد سكانها بـ 19,353 نسمة .